# Жилин, Вячеслав Анатольевич
Вячесла́в Анато́льевич Жилин (род. 8 октября 1969, Златоуст, Челябинская область) 

## Биография
Вячеслав Анатольевич Жилин родился в гор. Златоусте 8 октября 1969 года.
Окончил:
- [1].

.